# الفروع المريئية للجزء الصدري للأبهر
الفروع المريئية للجزء الصدري للأبهر (بالإنجليزية: Esophageal branches of thoracic part of aorta)‏‏ هو شريان يتفرعُ من الأبهر النازل.